# Clemens Busch (Verwaltungsjurist)
Clemens August Ernst Busch (* 23. Juli 1879 in Bad Reichenhall; † 6. November 1966 in Bad Godesberg) war ein deutscher Verwaltungsjurist. Er war von 1912 bis 1919 Landrat des Landkreises Altenkirchen und von 1945 bis 1947 Regierungspräsident des Regierungsbezirkes Köln.

## Leben
Der Sohn des Diplomaten Clemens Busch und der Margarethe Busch, geb. Bendemann, absolvierte von 1896 bis 1900 ein Studium der Rechtswissenschaft in Genf, München, Leipzig, Heidelberg und Halle. Nach dem Ersten Juristischen Staatsexamen trat er 1900 als Gerichtsreferendar in den preußischen Justizdienst ein. Er war seit 1903 Regierungsreferendar, legte das Zweite Juristische Staatsexamen ab und wurde zum Doktor der Rechte promoviert. Ab 1905 war er Regierungsassessor.
Busch war seit 1907 bei der Zentralgenossenschaftskasse und bei der Ansiedlungskommission der Regierung in Posen tätig. 1911  wurde er Polizeiderzernent in Köln in der Regierung von Regierungspräsident Steinmeister. Ein Jahr später wurde er zunächst kommissarisch, 1913 dann endgültig Landrat des Landkreises Altenkirchen. Zwischen 1914 und 1916 leistete er Militärdienst, zuletzt als Hauptmann in der Kriegsverwaltung, und erhielt das Eiserne Kreuz I. Klasse. Ab 1916 war er als Referent im Kriegsernährungsamt in Berlin tätig, wo seine Beförderung zum Regierungsrat erfolgte. Von 1917 bis 1919 übernahm Busch wieder das Landratsamt in Altenkirchen. Er wurde im Oktober 1919 von Wilhelm Boden abgelöst.
Busch war seit Oktober 1919 Referent im Preußischen Staatsministerium in Berlin. Am 3. Dezember 1919 erfolgte mit nur 40 Jahren seine Ernennung zum Ministerialrat, gleichzeitig wurde ihm der Titel Geheimer Regierungsrat verliehen. Ab 1920 war er Oberverwaltungsgerichtsrat im Senat für Gewerbesteuer und Wasserrecht. 1922 wechselte er als Reichsfinanzrat zum Reichsfinanzhof in München, wo er als Richter im Einkommenssteuersenat tätig war.  Da die richterliche Unabhängigkeit unter den Nationalsozialisten zunehmend untergraben wurde, bat er um Versetzung in den Ruhestand, was ihm zum 1. April 1937 gewährt wurde. Die Familie zog 1938 nach Bad Godesberg um.
Mit dem Ende Zweiten Weltkriegs wurde Busch auf Vorschlag von Adenauer von Colonel Patterson, dem Gouverneur der amerikanischen Besatzungsmacht für den Regierungsbezirk Köln, am 10. Mai 1945 zum Kölner Regierungspräsidenten ernannt, sein letzter Dienst endete mit der Versetzung in den Ruhestand in Köln zum 17. März 1947.

## Familie
Busch ist das erste Kind von Clemens August Busch (* 20. Mai 1834 in Köln; † 25. November 1895 in Bern), einem  deutschen Diplomat und Staatssekretär im Auswärtigen Amt des Deutschen Kaiserreichs, und Margot Bendemann (1850–1938).
Busch heiratet am 25. August 1917 in Köln Maria von Schnitzler (geboren am 6. August 1893 in Köln), eine Tochter des Gutsbesitzers Paul von Schnitzler und dessen Ehefrau Fanny von Schnitzler, geb. Joest. Seine Söhne sind Hans-Clemens Busch (1919–1944), Ulrich Busch (1921–2021) und Wener Busch (1925–2002).